# Sergia wolffi
Sergia wolffi är en kräftdjursart som beskrevs av Vereshchaka 1994. Sergia wolffi ingår i släktet Sergia och familjen Sergestidae. Inga underarter finns listade i Catalogue of Life.